# St. Vrain, Novi Meksiko
St. Vrain je naseljeno neuključeno područje u okrugu Curryju u američkoj saveznoj državi Novom Meksiku. 

## Promet
Nalazi se na prometnicama broj 60 i broj 84 26,2 km zapadno od Clovisa. St. Vrain imao je poštanski ured od 1907. sve dok nije zatvoren 13. kolovoza 2011. godine. Naselje još ima svoj ZIP kod, 88133.

## Zemljopis
Ime je prikupio United States Geological Survey između 1976. i 1981. u prvoj fazi prikupljenja zemljopisnih imena, a Informacijski sustav zemljopisnih imena (Geographic Names Information System) ga je unio u popis 13. studenoga 1980. godine.
Nalazi se na 34°24′58″N 103°29′23″W / 34.41611°N 103.48972°W.

## Ostalo
U St. Vrainu je i meteorološka postaja.

## Vanjske poveznice
- Fotografije istočnog Novog Meksika i Llano Estacada  Arhivirana inačica izvorne stranice od 29. lipnja 2016. (Wayback Machine)